# Антисталинские левые
Антисталинские левые — совокупность левых политических движений, выступающих против Иосифа Сталина, сталинизма, неосталинизма и системы правления, которую Сталин ввёл как лидер Советского Союза между 1924 и 1953 годами. Этот термин также описывает политических деятелей, выступавших против Иосифа Сталина и его видения коммунизма, как Лев Троцкий и другие традиционные марксисты в левой оппозиции.
Кроме того, термин обозначает левую и левоцентристскую оппозицию диктатурам, вдохновляемым сталинизмом, таким, как режимы Ким Ир Сена, Энвера Ходжи, Николае Чаушеску и др. К заметным левым антисталинским доктринам относятся троцкизм, титоизм, анархизм, либертарный социализм, левый коммунизм, а также демократический социализм и социал-демократия.

## Критика революционного времени (до 1924 г.)
Подавляющее большинство левых политических сил поначалу восприняло большевистскую революцию с энтузиазмом. Сначала большевики и их политика получили большую поддержку, поскольку Ленин и другие лидеры изображали движение в либеральном свете. Однако с применением более репрессивных политических методов большевики постепенно теряли поддержку многих анархистов и революционеров. Выдающиеся анархо-коммунистки и либертарные марксистки, Сильвия Панкгерст, Роза Люксембург, а позже Эмма Голдман, были одними из первых левых критиков большевизма.
Роза Люксембург остро критиковала методы, которые использовали большевики для захвата власти во время Октябрьской революции, утверждая, что это было «движение не народа, а буржуазии». Критика Люксембург базировалась прежде всего на том, как большевики
подавляли анархистские движения. В одном из своих эссе «Национальный вопрос в русской революции» она объясняет:
Конечно, во всех этих случаях такую реакционную политику в действительности проводили не «нации», а лишь буржуазные и мелкобуржуазные классы, вопреки собственным пролетарским массам превращающие «право на национальное самоопределение» в инструмент своей контрреволюционной классовой политики.
Из-за её ранней критики в адрес большевиков, наследство Люксембург было осквернено Сталиным, когда тот пришел к власти. По словам Троцкого, Сталин «часто лгал о ней и позорил её» в глазах общественности.
Отношения между анархистами и большевиками обострились из-за подавления Кронштадтского восстания и махновского движения. Кронштадтское восстание стало ключевым моментом, во время которого многие либертарии и демократические левые порвали узы с большевиками, заложив основы для антисталинской левой стороны. Американский антисталинский социалист Дэниел Белл писал:
Каждое радикальное поколение, говорят, имеет свой Кронштадт. Для одних это были Московские процессы, для других — нацистско-советский пакт, для третьих — Венгрия (процесс Райка или 1956), Чехословакия (дефенестрация Масарика 1948 или Пражская весна 1968), ГУЛАГ, Камбоджа, Польша.
Другой ключевой антисталинист, Луи Фишер, позже ввёл для этого термин «кронштадтский момент».
Как и Роза Люксембург, Эмма Гольдман прежде всего критиковала стиль руководства Ленина, но впоследствии она сосредоточилась на Сталине и его политике, когда тот пришёл к власти. В своём эссе «В России нет коммунизма» Гольдман подробно описывает, как Сталин «злоупотреблял властью своего положения» и создал диктатуру. В этом тексте она отмечает:
 
...другими словами, Центральный Комитет и Политбюро партии контролируются совершенно одним человеком, Сталиным. Назвать такую диктатуру, эту личную автократию, более мощную и абсолютную, чем любая царская, именем «коммунизм» кажется мне вершиной бессмыслицы.
Эмма Гольдман утверждала, что «в Советской России не было никакого признака даже авторитарного, государственного коммунизма». Она оставалась критической по отношению к Сталину и большевистскому стилю правления вплоть до своей смерти в 1940 году.

## Критика Сталина большевистской эпохи (1924—1930)
Одной из последних попыток «правой оппозиции» ВКПБ противостоять Сталину было дело Рютина в 1932 г., когда был распространён манифест против политики коллективизации. Он открыто призвал к «ликвидации диктатуры Сталина и их клики». Позже некоторые «правые» присоединились к тайному блоку Льва Троцкого, Зиновьева и Каменева, чтобы противостоять Сталину. Историк Пьер Бруэ заявил, что он распался в начале 1933 года.
Троцкий и Сталин расходились во мнениях по вопросам индустриализации и революционной тактики. Троцкий считал, что необходима сверхиндустриализация, а Сталин верил в скорый всплеск и коллективизацию, как написано в его пятилетнем плане. Троцкий считал ускоренный глобальный подъём ответом на глобальное установление коммунизма и критически относился к методам Сталина, поскольку считал, что более медленные темпы коллективизации и индустриализации в долгосрочной перспективе неэффективны. Троцкий также не соглашался со сталинским тезисом о социализме в одной стране, считая, что институт революции в одном государстве или стране не будет столь эффективным, как глобальная революция. Он также раскритиковал то, как тезис о социализме в одной стране фактически окончил интернационалистские традиции марксизма. Троцкисты считали, что перманентная глобальная революция была бы более эффективным способом обеспечения функционирования системы коммунизма в мире.
В общем, Троцкий и его последователи очень критически относились к отсутствию внутренних дебатов и дискуссий среди сталинистских организаций, а также к их политически репрессивным методам.

## Критика эпохиНародного фронта(1930—1939)
Начиная с 1930-х годов, Лев Троцкий и его американский сторонник Джеймс Патрик Кэннон описывали Советский Союз как «деформированное рабочее государство», революционные достижения которого следует защищать от империалистической агрессии, несмотря на появление гангстерского господствующего слоя партийных бюрократов. Защищая русскую революцию от наружной агрессии, Троцкий, Кэннон и их последователи сразу призывали к антибюрократической политической революции против сталинизма, которую обязан был провести сам русский рабочий класс.
В течение 1930-х годов критики Сталина, как в Советском Союзе, так и за его пределами, подвергались жёстким нападкам со стороны партии. Большая чистка происходила в 1936—1938 годах как результат роста внутренних напряжений между критиками Сталина, но в конце концов превратилась в полную чистку от «антисоветских элементов». Большинство жертв составляли крестьяне и представители меньшинств, но анархисты и демократические социалисты также являлись целью за их критику суровых репрессивных политических методов, которые использовал Сталин. Многие были казнены или внесудебно отправлены в лагеря ГУЛАГа. По подсчётам, во время Большого террора потери колеблются от 600 000 до более чем 1 миллиона человек.
Параллельно в Европе набирал обороты фашизм. В 1930-е годы советское руководство обратилось к политике народного фронта, когда коммунисты сотрудничали с либеральными и даже консервативными союзниками для защиты от предполагаемого фашистского нападения. Один из самых заметных конфликтов можно увидеть в гражданской войне в Испании. В то время как все левые боролись на стороне республики, внутри неё возникали острые конфликты между коммунистами, с одной стороны, и анархистами, троцкистами и ПОУМ с другой. Поддержка последней стала ключевым вопросом для антисталинских левых на международном уровне, примером чего является Контингент НРП в Интернациональных бригадах, книга Джорджа Оруелла «Памяти Каталонии», периодическое издание «Испания и мир», а также разнообразные памфлеты Эммы Гольдман.
В других странах некоммунистические левые партии также конкурировали со сталинизмом, одновременно борясь с правыми. Символ трех стрел был принят немецкими социал-демократами для обозначения этого многостороннего конфликта.

## Критика середины века (1939—1953)

### Дискуссии внутриСоциалистической рабочей партии
Диссиденты в троцкистской Социалистической рабочей партии, став свидетелями сотрудничества Иосифа Сталина и Адольфа Гитлера во вторжении и разделении Польши и советском вторжении в страны Балтии, начали утверждать, что Советский Союз фактически возник как новая общественная формация, ни капиталистическая, ни социалистическая. Сторонники этой точки зрения, наиболее явно поддерживаемой Максом Шахтманом, утверждали, что советский бюрократический коллективистский режим фактически вошёл в один из двух великих империалистических «лагерей», цель которых — вести войну, чтобы разделить мир. Первый из империалистических лагерей, к которому Сталин и СССР якобы присоединились как непосредственные союзники, возглавлял нацистскую Германию и включал до этого фашистскую Италию. В этом первоначальном анализе «второй империалистический лагерь» возглавляли Англия и Франция, активно поддерживаемые Соединёнными Штатами.
Шахтман и его единомышленники выступали за создание широкого «третьего лагеря» для объединения рабочих и колониальных народов мира в революционной борьбе против империализма германо-советско-итальянского и англо-американо-французского блоков. Шахтман пришёл к выводу, что советская политика была политикой империализма и что лучшим результатом для международного рабочего класса было поражение Советского Союза во время его военных вторжений. Со своей стороны, Троцкий утверждал, что поражение Советского Союза наоборот укрепит капитализм и уменьшит возможности политической революции.

### Титоизм
Иосип Броз Тито стал одним из величайших левых критиков Сталина после Второй мировой войны. Коммунистическая партия Югославии и её политика поначалу напоминала советскую. В глазах многих «Югославия идеально следовала по пути советского марксизма». Поначалу Тито даже считался «вернейшим учеником Сталина». Однако по мере того, как Югославская коммунистическая партия росла в размерах и силе, она стала второй коммунистической силой в Европе, что в конце концов заставило Тито попытаться действовать независимо, создав напряжение в отношениях со Сталиным и СССР. В 1948 году два лидера разошлись из-за независимой внешней политики Югославии и идеологических разногласий.
Тито и его последователи начали разрабатывать новый тип социализма, который был бы марксистско-ленинским по сути своей, но антисталинским на практике. Результатом явилась югославская система социалистического рабочего самоуправления. Это привело к философии организации любой производственной деятельности в обществе в «самоуправляемых единицах». Эта доктрина получила название титоизма. Тито критически относился к Сталину, поскольку считал, что Сталин стал «антимарксистом». В брошюре «На новых путях к социализму» один из высокопоставленных помощников Тито заявляет о политике Сталина:
 
Список обвинений, без сомнения, длинный: неравные отношения с другими социалистическими странами и их эксплуатация; немарксистское отношение к роли вождя; неравенство в оплате труда больше, чем в буржуазных демократиях; идеологическое содействие великорусскому национализму и покорение других народов; политика разделения сфер влияния с капиталистическим миром; монополизация толкования марксизма; отказ от всех форм демократии.
Тито не соглашался по поводу основных характеристик, которые определяли политику и стиль руководства Сталина. Тито хотел сформировать свою версию «чистого» социализма без многих «антимарксистских» черт сталинизма.

### Возникновение новых левых критиков
В это время в Европе и Америке возникали новые левые критики Сталина. Среди них — Джордж Оруэлл, Генри Брейлсфорд, Феннер Броквей, а позже Майкл Гаррингтон и Независимая лейбористская партия Великобритании. Франция также имела ряд заметных социалистов-антисталинистов, среди которых Симона Вейль и Альбер Камю, а также группа вокруг Марсо Пивера.
В Соединённых Штатах немало нью-йоркских интеллектуалов, редактировавших журналы «Нью-лидер», «Партизан-Ривью» и «Дисент», также входили в число антисталинских критиков. Они критиковали советский коммунизм как форму «тоталитаризма, определённым образом отражавшего фашизм». Ключевым текстом для этой группы был «Бог, потерпевший крах», отредактированный британским социалистом Ричардом Кроссманом в 1949 году, вмещающий труды Луи Фишера, Андре Жида, Артура Кестлера, Иньяцио Силоне, Стивена Спендера и Ричарда Райта.

## Критика новопартийной эпохи (1953—1991)
После смерти Иосифа Сталина многие видные персоны из сталинского окружения стремились захватить власть. В результате образовался советский триумвират между Лаврентием Берией, Георгием Маленковым и Никитой Хрущевым. Первоочередной целью нового руководства являлось обеспечение стабильности в стране с распоряжением руководящих должностей в правительстве. Новая политика, шедшая вопреки сталинизму, включала отказ от террора, децентрализованную власть и коллективизированное руководство. После этой продолжительной борьбы за власть в советском правительстве к власти пришёл Никита Хрущев. Придя к власти, Хрущёв немедленно осудил Сталина и его методы правления. В своей речи, произнесенной на XX съезде партии в 1956 году, Хрущёв критиковал «культ личности Сталина» и его эгоизм как лидера:
 
Общество! Культ личности приобрел такие ужасающие размеры главным образом потому, что сам Сталин всеми мыслимыми методами поддерживал восхваление собственной личности. Это подтверждается многочисленными фактами.
Хрущёв также открыл перед съездом правду о сталинских методах репрессий. Он прояснил, что Сталин «отправил тысячи людей в огромную систему политических рабочих лагерей», которые называются ГУЛАГами. Эта речь привела к значимой утрате веры в политику Сталина со стороны чиновников и граждан.
В эпоху холодной войны число американских левых, идентифицировавших себя как некоммунисты, возросло. Они критически относились к продолжению сталинского коммунизма из-за голода и репрессий, и, как позже было обнаружено, тайное вмешательство советского правительства в Коммунистическую партию США. Эти люди часто были бывшими коммунистами, как, например, историк Теодор Дрейпер, взгляды которого изменились от социализма к либерализму, а также социалисты, разочаровавшиеся в коммунистическом движении под советским руководством. Антисталинские троцкисты также писали о своём опыте в то время, например, Ирвинг Гоу и Льюис Козер. Эти обстоятельства способствовали созданию антикоммунистического Конгресса по культурной свободе (ККС), а также международным журналам, таким как Der. Monat и Encounter; это также повлияло на существующие издания, такие как «Партизан Ривью». По словам Джона Эрла Гейнса и Гарви Клера, ККС тайно финансировался ЦРУ для поддержки интеллектуалов с антикоммунистическими взглядами.
Коммунистическая партия США потеряла значительную часть своего влияния в первые годы холодной войны из-за разоблачения сталинских преступлений Хрущёвым. Хотя советская Компартия больше не была официально сталинской, Коммунистическая партия США продолжала получать значительные субсидии от СССР с 1959 по 1989 год и стабильно поддерживала официальную советскую политику, в частности интервенцию в Венгрию и Чехословакию. Советское финансирование прекратилось в 1989 году, когда глава Компартии США Гас Голл осудил рыночные инициативы Михаила Горбачева.
С конца 1950-х годов несколько европейских социалистических и коммунистических партий, например, в Дании и Швеции, отошли от ортодоксального коммунизма, который они связывали со сталинизмом. На появление новых левых повлияли также советское вторжение в Венгрию в 1956 году и рост доступной информации о сталинском терроре. Альбер Камю критиковал советский коммунизм, а многие левые считали Советский Союз символом «государственного капитализма». После смерти Сталина и хрущевской оттепели, изучение и противостояние сталинизма стали частью историографии. Историк Моше Левин предостерёг не классифицировать всю историю Советского Союза как сталинскую, но также подчёркивал, что сталинская бюрократия навсегда установила в Советском Союзе «бюрократический абсолютизм».